# Hans Jørgen Toming
Hans Jørgen Toming (9. juni 1933 i Esbjerg – 15. november 2002 i Oslo) var en dansk-norsk billedkunstner og bogkunstner. Toming blev uddannet ved Kunstakademiet i Danmark, men bosatte sig i Norge fra 1956 og blev norsk statsborger. Han arbejdede både med design, tegning, maleri og grafik. Han var også politisk karikaturtegner. 
Som designer for Den Norske Bokklubben fra 1961 til 1980 var Toming ansvarlig for en enorm bogproduktion. Toming var også en af initiativtagerne til Bokklubbens Barn, hvor han i mere end ti år var med til at udvælge gode børnebøger. Op gennem årene modtog Toming en række priser, bl.a. Norsk Designpris i 1963, og han var repræsenteret blandt "Årets utvalgte 25 vakreste bøker" 14 gange. I 1994 blev han Æreskunstner i Grafill. 
Hans Jørgen Toming havde en række store udstillinger og hans arbejder blev gengivet i flere internationale årbøger.